# Буланкин, Дмитрий Александрович
Дмитрий Александрович Буланкин (род. 8 августа 1978, Пенза) — спортсмен (мотогонки на льду). Победитель личного чемпионата мира (2004) и Европы (2003—04). Чемпион (2002), серебряный призёр (2003) командного чемпионата России. Мастер спорта России международного класса (2003). Приказом № 6-н-г Минспорттуризма России от 9 февраля 2010 года Буланкину Дмитрию Александровичу присвоено звание «Заслуженный мастер спорта России».
Воспитанник своего отца Александра Буланкина.

Жил я в Пензе. Отец гонками занимался, так что я с 13 лет уже попробовал себя на льду. Понравилось. С одной стороны, очень динамичный вид спорта, а с другой стороны, гонки по льду менее травматичны, чем по колее. И уже в 1996 году я вышел в полуфинал России. Занял там десятое место, выполнил норму кандидата в мастера спорта. Потом служил в армии, тогда и в Уфу впервые попал. Дослуживать.— http://vedomosti.journal-ufa.ru/showinf.php?n=3&n_id=78
С 2000 выступает за спортивный клуб им. Г. Кадырова.
Член сборной команды России (с 2002). Награждён орденом Салавата Юлаева (2004).
Дети:
В 2005 году родился первый ребёнок. Буланкина Дарья Дмитриевна (04.10.2005)
В 2014 году родился сын. Буланкин Мирон Дмитриевич (02.04.2014)